# خوشه پروین
خوشهٔ پَروین (به انگلیسی: Pleiades)، یا ثریا (ام۴۵) نام خوشه‌ای در صورت فلکی گاو که به «هفت خواهران» هم مشهور است. در لیست مسیه ام۴۵ نام‌گذاری شده‌است. طبق شبیه سازی های همچون مابقی خوشه های ستاره ای طی ۲۵۰میلیون سال آینده ستاره های آن در فضا پراکنده خواهند شد.در فارسی واژه «ثریا» گاه مجازاً به معنای همه آسمان به کار رفته است.

## نام
خوشۀ پروین با نام عربی آن، ثریا، هم در فارسی نام برده شده‌است. در گذشته به آن هفت خواهر هم می‌گفتند چرا که به‌طور معمول فقط هفت ستاره از بیش از دویست ستاره شناخته شدۀ آن، با چشم غیر مسلح قابل دیدن هستند و هم‌چنین صورت فلکی خرس بزرگ یا «دب اکبر» که در برابر آن قرار می‌گیرد به هفت برادر معروف بوده‌است.
نشان افتخاری نیز در برخی کشورهای جهان به همین نام وجود دارد که در ایران نشان هفت‌پیکر نامیده می‌شود.

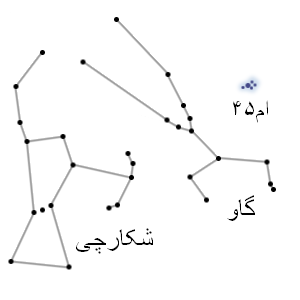
محل خوشه پروین (ام۴۵) در سنجش با صورت‌های فلکی گاو و شکارچی.

## افسانه
شانه‌های گاو را خوشه پروین تشکیل می‌دهد. پیکر آسمانی گاو به خاطر این خوشهٔ زیبا، جلوهٔ خاصی دارد. خوشهٔ پروین، شبیه به دب اصغر ولی کوچک‌تر و فشرده‌تر از آن است که هفت ستاره در آن به وضوح دیده می‌شود. بر طبق اساطیر یونان، خوشهٔ پروین، (هفت دختران) دختران اطلس نیرومند بودند که اوریون (صورت فلکی جبار یا شکارچی) به دنبالشان بود و برای نجات از دست وی، به صورت هفت کبوتر درآمدند.
در افسانه‌ای چند هزار ساله در آمریکای شمالی، گفته می‌شود که هفت دختر، نیمه‌های شب از میان خیمه‌هایشان با قراری پنهانی خارج شدند و به میان دشت رفتند. آن‌ها علاقه زیادی به رقص داشتند. آتشی افروختند و شروع به رقص کردند.
گروهی خرس به آن‌ها حمله‌ور شدند و آن‌ها گریختند و چون خرس‌ها هر لحظه به آن‌ها نزدیک تر می‌شدند، بر بالای سنگی رفتند، و از خدای سنگ خواستند که آن‌ها را نجات دهد. خدای سنگ صدای آن‌ها را شنید و آن‌ها را به بالا کشید و هفت خواهر (هفت دختر) را در آسمان جای داد. آن سنگ به همان شکل به زمین مجدداً به زمین بازگشت و در آمریکای شمالی خوشه پروین (هفت دختر) در زمان خاصی از سال و هرساله بر بالای همان سنگ دیده می‌شود.
در افسانه‌ای مشابه و چند هزار ساله در روم، نیز گفته شده‌است که هفت دختر در جنگل تنها مانده و در حال رقص بودند که یک شکارچی هوس باز از میان جنگل می‌گذشت.
شکارچی دختران را دید و به آن‌ها قصد و نظر پیدا کرد.
دخترها از دست او گریختند و در حال فرار از خدای خود کمک می‌خواستند، و خدایشان آن‌ها را همچون پرنده کرد و توانستند به آسمان بروند؛ و شکارچی هم با فاصله از آن‌ها به آسمان رفت. دقت شود که صورت فلکی شکارچی در آسمان دایم در تعقیب خوشه پروین (هفت دختر) دیده می‌شود.

## مشخصات
1. قدر:۱٫۴
2. مساحت: ۱۲۰ دقیقه مربع
3. نوع: خوشه ستاره‌ای باز
4. صورت فلکی: گاو
5. تعداد ستاره: صدها ستاره
6. فاصله: ۴۶۰ سال نوری

## رباعی
خیام نیشابوری در این مورد فرمود:
| گاوی است بر آسمان قَرینِ پروین، |  | گاوی است دگر نهفته در زیر زمین؛ |
| گر بینایی، چشمِ حقیقت بگشا:    |  | زیر و زَبَرِ دو گاو مشتی خر بین.   |